# Georg-Büchner-Gymnasium der Stadt Kaarst
Das Georg-Büchner-Gymnasium der Stadt Kaarst ist ein Gymnasium in Kaarst. Das Gymnasium ist Ort der sonderpädagogischen Förderung und unterhält internationale Kontakte mit Schulen in Frankreich, dem Vereinigten Königreich und Spanien. Die Schule ist Europaschule.

## Geschichte
Der Gemeinderat von Büttgen beschloss am 27. November 1973 die Gründung eines eigenen Gymnasiums zu beantragen, woraufhin per Erlass des Kultusministers am 24. Mai 1974 die Gründung eines Gymnasiums in Trägerschaft der Gemeinde Büttgen zum Schuljahr 1974/75 genehmigt wurde. Mit 109 Schülerinnen und Schülerin in drei Klassen begann am 9. September 1974 der Unterricht des Gymnasiums Büttgen, wie das Gymnasium zunächst hieß.
Folgend auf einen Beschluss der Schulkonferenz am 8. Juni 1993, die Schule nach Georg Büchner in „Georg-Büchner-Gymnasium“ umzubenennen, und der Zustimmung des Schulausschlusses wurde die Schule am 8. Februar 1994 in einem Festakt umbenannt. Die Festrede hielt Büchnerpreisträger Wolf Biermann.

## Profil
Das Gymnasium bietet im Bereich des bilingualen Unterrichts Geschichte in englischer Sprache an. Neben Englisch wird ab Klasse 7 Französisch bzw. Latein und ab Klasse 9 Italienisch angeboten. Ab Beginn der gymnasialen Oberstufe kann Spanisch gewählt werden.